# Vladimir Kara-Murza
Vladimir Vladimirovič Kara-Murza (rusky Владимир Владимирович Кара-Мурза; * 7. září 1981, Moskva) je ruský politik a novinář. Je viceprezidentem neziskové organizace Otevřené Rusko, založené Michailem Chodorkovským, předsedou nadace Boris Nemtsov Foundation for Freedom (zal. 2015), hlavním politickým poradcem think-tanku Institute of Modern Russia v New Yorku a opozičním demokratickým aktivistou. Byl poradcem a blízkým přítelem vicepremiéra v Jelcinově vládě a pozdějšího opozičního lídra Borise Němcova, který byl roku 2015 zavražděn. Sám Vladimir Kara-Murza byl v Rusku dvakrát otráven (2015, 2017) a od 13. března 2021 byl ve vazbě. V dubnu 2023 byl za vlastizradu a další trestné činy odsouzen ke 25 letům vězení.
Dne 1. srpna 2024 média oznámila, že v rámci rozsáhlé výměny vězňů mezi Ruskem a Západem byl propuštěn z vězení.

## Život
Vladimir Kara-Murza pochází ze starobylé tatarské aristokratické rodiny, která se v 15. století usadila v Moskvě a přijala křesťanství. Je synem ruského novináře Vladimira Alexejeviče Kara-Murzy, stoupence reforem Borise Jelcina. Mezi jeho předky jsou také lotyšský revolucionář Voldemārs Bissenieks (1884–1938) a první lotyšský velvyslanec v Británii Georgs Bissenieks (1885–1941), které oba zavraždila NKVD. Je příbuzný historika, chemika a filosofa Sergeje Kara-Murza (* 1939).
Vladimir Kara-Murza se narodil v Moskvě, ale jeho matka se později provdala za Brita z Yorkshire, a Vladimir se s ní jako teenager přestěhoval do Velké Británie. Absolvoval Harrow School v Londýně a poté vystudoval historii a obhájil BA a MA na Cambridge University.
Již v 16 letech pracoval jako londýnský dopisovatel pro list Novyje Izvestija (1997–2000), později pro Kommersant (2000–2003) nebo rádio Echo Moskvy (2001–2003). Roku 2002 byl šéfredaktorem londýnského periodika Russian Investment Review. Poté byl rok washingtonským dopisovatelem BBC (2004 až 2005). Od roku 2004 byl po devět let ředitelem washingtonské pobočky televize RTVi. Po změně vedení RTV v Moskvě, kdy Vladimíra Gušinského nahradil bývalý vedoucí Televizní a rozhlasové společnosti ozbrojených sil Ruské federace Zvezda Ruslan Sokolov, byl v září 2012 byl z této pozice propuštěn. Pokyn vydal první zástupce vedoucího administrativy prezidentské správy Alexej Gromov a tehdejší ruský velvyslanec ve Washingtonu Sergej Kisljak mu odebral novinářskou akreditaci.
Od roku 2010 Kara-Murza psal pravidelné týdenní blogy v rubrice „Spotlight on Russia“ pro World Affairs Journal. Pravidelně zveřejňoval články o dění v Rusku v deníku The Washington Post v rubrice Global Opinions a psal týdenní sloupky pro DemocracyPost. Komentáři přispíval také do The Wall Street Journal.
V USA od roku 2010 úzce spolupracoval se senátorem John McCainem jako expert na Rusko. Když byl Johnu McCainovi diagnostikován mozkový nádor, požádal Vladimira, aby byl jedním z členů čestné stráže, kteří ponesou jeho rakev. Vladimir Kara-Murza tuto poslední službu označil za „nejvíce srdceryvnou poctu, jakou je možné vymyslet“ (the most heartbreaking honor that anyone could think of).

### Politické působení
V letech 1999–2001 byl členem strany Демократический выбор России a poté do roku 2008 členem Svazu pravicových sil (Сою́з Пра́вых Сил).
V ruských prezidentských volbách v roce 2000 podporoval Grigorije Javlinského. V letech 2000–2003 byl poradcem a blízkým přítelem opozičního politika a člena Dumy Borise Němcova. Kara-Murzovu vlastní kandidaturu do Parlamentu za Čertanovský distrikt v Moskvě v roce 2003 podpořily společně Svaz pravicových sil a Jabloko. Po neúspěšném pokusu strany Jednotné Rusko odstranit ho z volební listiny byly spáleny jeho volební bilboardy, během jeho televizní debaty byl vypnut zvuk a nakonec byly volby zfalšovány ve prospěch bývalého rozvědčíka Vladimira Gruzdeva řetězovým hlasováním voličů, dopravených autobusy do volební místnosti.
Roku 2004 byl jedním ze spoluzakladatelů Comittee 2008 – sdružení demokratických politiků pod předsednictvím Garri Kasparova , které si kladlo za cíl zajistit svobodné a spravedlivé prezidentské volby v roce 2008. Do ruské prezidentské volby v roce 2008 navrhl jako kandidáta spisovatele Vladimira Bukovského. „Rusko potřebuje svého vlastního Václava Havla, ne nového nástupce z Lubjanky (velitelství KGB),“ stálo tehdy v Kara-Murzou podepsaném společném prohlášení Bukovského navrhovatelů. Kara-Murza byl od května do prosince 2007 předsedou volebního štábu Vladimira Bukovského. V říjnu 2007 byl jedním z organizátorů „Manifestace svobodných lidí“ na Trimfalnoj ploščadi v Moskvě, které mělo podpořit Bukovského. Bukovský byl 16. prosince nominován oficiálně do prezidentských voleb 823 hlasy voličského shromáždění a Kara Murza byl při stejné příležitosti zvolen jako jeho nominant do centrální volební komise. Centrální komise ale 22. 12. odmítla Bukovského registrovat jako kandidáta a znemožnila jeho účast ve volbách.
Na ustavujícím zasedání ruského liberálně demokratického politického hnutí Solidarita, založeného v prosinci 2008 po vzoru polské Solidarity, byl Kara-Murza zvolen do jeho centrální rady jako druhý v pořadí za Němcovem ze 77 kandidátů. Byl znovu zvolen také v roce 2010 a 2013. Roku 2012 se zúčastnil masivních pouličních demonstrací proti Putinovi. V červnu 2012 byl zvolen do federální rady Republikánské strany Ruska – Strany lidové svobody (RPR-PARNAS), řízené společně Borisem Němcovem, Michailem Kasjanovem a Vladimirem Ryžkovem. V říjnu téhož roku byl zvolen vysokým počtem hlasů do Koordinační rady ruské opozice. V listopadu 2012 byl jmenován hlavním politickým poradcem think-tanku Institute of Modern Russia v New Yorku.
V roce 2014 se stal viceprezidentem hnutí Otevřené Rusko, jehož zakladatelem je Michail Chodorkovskij. Je koordinátorem projektu Svobodné volby v Rusku.
Z jeho iniciativy bylo pojmenováno po Borisi Němcovovi náměstí před ruskou ambasádou ve Washingtonu (Boris Nemtsov Plaza).
Dne 13. března 2021 zatkla Vladimira Kara-Murzu moskevská policie spolu s dalšími asi 200 opozičními politiky z 50 regionů během schůze, kde projednávali přípravu na příští parlamentní a municipální volby v Rusku. Setkání organizoval United Democrats project, který na rozdíl od Open Russia nefiguruje na státním seznamu „nežádoucích organizací“.

### Magnitského zákon
Vladimir Kara-Murza svědčil 25. června 2012 před Komisí pro lidská práva Kongresu Spojených států amerických o porušování lidských práv v Rusku. Připravovaný Magnitského zákon označil za „proruský a potřebný zákon, který požene k odpovědnosti ty, kteří porušují práva a svobody ruských občanů. Reakce Kremlu dokládá, že zákon bude mít účinek tam, kde to režim pocítí.“ Spolu s Borisem Němcovem napsal v prosinci 2012 článek, v němž uvádějí, že přijetí zákona uvítají ruští opoziční politici, kulturní osobnosti i mnoho ruských občanů. Magnitského zákon, který uvaluje finanční a vízové sankce na ruské činitele odpovědné za porušování lidských práv, podepsal prezident Barack Obama 14. prosince 2012.
Spolu s Borisem Němcovem vyzval Kanadu, aby Magnitského zákon přijala také. Kanadskou verzi zákona předložil tamnímu parlamentu liberální poslanec Irwin Cotler. V červnu 2013, v interview pro televizní stanici France 24, Kara-Murza hovořil o verzi Magnitského zákona, která byla tehdy předložena k debatě v Evropském parlamentu.

### „Němcovův seznam“
Po zavraždění Borise Němcova (27. 2. 2015) předložil Kara-Murza spolu s Michailem Kasjanovem Sněmovně reprezentantů a Senátu Spojených států amerických seznam osmi jmen, která by měla být přidána k Magnitského zákonu. Jsou na něm jména novinářů a komentátorů ruských státních médií, kteří vytvořili atmosféru nenávisti, intolerance a vyzývali k násilí několik měsíců před zavražděním Němcova. Přestože se v případě těchto novinářů jedná o kriminální čin podle ruských zákonů, státní orgány odmítly se případem zabývat. Seznam jmen zveřejnil liberální list Kommersant. V reakci na tuto iniciativu navrhl místopředseda Dumy za stranu Jednotné Rusko, Jevgenij Fjodorov, aby se vyšetřovací orgány zabývaly možností, že se Kara-Murza a Kasjanov dopustili zločinu zrady, s trestní sazbou 12–20 let.

### Otravy
Prudké zdravotní potíže doprovázené zvracením a celkovým kolapsem postihly Kara-Murzu poprvé 26. května 2015. V nemocnici mu během 72 hodin selhaly vnitřní orgány, měl otok mozku a musel být uveden do umělého spánku a připojen na hemodialýzu. Lékaři dospěli ke zjištění, že šlo o otravu, ale původce otravy nebylo možné spolehlivě identifikovat. V každém případě šlo o profesionálně připravený útok, jehož cílem bylo politika zabít. Kara-Murza poté odjel do USA, kde se během půl roku částečně zotavil. Přes varování přátel se pak vrátil do Ruska, ale ještě rok po otravě měl problémy s chůzí a pohyboval se o holi.
V lednu 2017 předložil Kara-Murza zahraničnímu výboru amerického Senátu dopis, ve kterém kritizoval ruskou vládu a prezidenta Vladimira Putina. Upozorňoval v něm, že ruským opozičním lídrům hrozí nejen soudy a vězení, ale že jsou ohroženi na životě. Brzy poté se zřejmě sám stal cílem nájemných vrahů nebo tajných služeb. Dne 2. února 2017 byl opět hospitalizován se stejnými příznaky jako poprvé. Selhaly mu orgány a byl uveden do umělého spánku a připojen na vnější plicní ventilaci. Po týdnu se částečně zotavil a ještě v únoru odjel kvůli další léčbě mimo Rusko.
Jak v únoru 2021 vyplynulo z investigativní práce Bellingcatu, ruského nezávislého serveru The Insider a týdeníku Der Spiegel, Vladimira Kara-Murzu sledovalo po dobu několika měsíců komando agentů ruské tajné služby FSB ze stejné jednotky, která se pokusila zavraždit Alexeje Navalného. Roku 2015 agenti FSB provázeli Kara-Murzu během sedmi cest mimo Moskvu. Sledování začalo tři dny před zavražděním Borise Němcova a poslední sledování proběhlo dva dny před 26. květnem 2015, kdy byl Kara-Murza otráven poprvé. Stalo se to až po jeho návratu do Moskvy, kde nebylo možné po tak dlouhé době pohyb agentů přesně rekonstruovat, protože geolokace jejich telefonů již není možná. Čtyř sledování se zúčastnil důstojník FSB Alexander Samofal, kterého na jiných cestách často doprovázejí členové vražedného chemického komanda Dr. Alexej Alexandrov a Konstantin Kudrjavcev (odpovědný za otravu Alexeje Navalného). Nejvýše postaveným důstojníkem FSB zapojeným do sledování byl Roman Mezencev, který pravidelně a často telefonuje s nejvyšším vedením FSB (ředitelem 2. oddělení FSB Alexejem Žalo, náměstky FSB gen. Sergejem Smirnovem a Alexejem Čechovskich). Roman Mezencev byl pravděpodobně styčným důstojníkem, který operaci koordinoval s náčelníkem chemického komanda plukovníkem Stanislavem Makšakovem, známým z vyšetřování otravy Navalného. Na cestě do Kazaně, která bezprostředně předcházela prvnímu pokusu o otrávení Kara-Murzy, ho sledoval Alexander Samofal spolu s Valerijem Sucharevem. Sucharev koordinoval z Moskvy také otravu Navalného a se členy vražedného komanda si vyměnil asi 100 telefonátů. Vladimir Kara-Murza nevylučuje, že jed mohl být aplikován na jeho náhradní spodní prádlo, které použil až po návratu do Moskvy.
Když se Vladimir Kara-Murza po delší léčbě v USA vrátil do Ruska, již na jeho druhé cestě mimo Moskvu v dubnu 2016 ho provázeli agenti FSB Alexander Samofal a Valerij Sucharev. Na cestě do Nižního Novgorodu, kde ve dnech 29. 11. – 1. 12. 2016 představil životopisný dokument o Borisi Němcovovi, ho sledovali agenti FSB Alexander Samofal a Konstantin Kudrjavcev. Také druhý pokus o otravu se odehrál v Moskvě, těsně před jeho plánovaným odletem do Washingtonu (2. února 2017) a po schůzce se členem opoziční strany Jabloko. Ještě předtím, než ve svém hotelovém pokoji ztratil vědomí, podařilo se mu zatelefonovat své ženě, která kontaktovala stejnou nemocnici, kde ho ošetřovali při první otravě. Vykazoval stejné symptomy a lékaři je vyhodnotili jako „závažnou otravu neznámou látkou“. Byl připojen na umělou plicní ventilaci a podstoupil výměnu plasmy. Jeho ženě se podařilo získat včas vzorky jeho krve a dopravit je do USA k analýze. FBI jako výsledek určila otravu neznámým biotoxinem, ale podstatnou část zprávy utajuje. O případu Kara-Murza diskutoval se šéfem FBI během návštěvy Washingtonu šéf FSB Alexandr Bortnikov. Kara-Murza se pokoušel získat protokoly FBI i prostřednictvím žaloby, ale FBI navzdory rozhodnutí soudu výsledky krevních testů odmítá zveřejnit.

### Zatčení roku 2022 a věznění
Vladimir Kara-Murza byl spolu s dalšími opozičními politiky zatčen v dubnu 2022, když se účastnil porady o volební strategii pro regionální volby. Od té doby byl držen ve vězení a čelí neustálému rozšiřování obvinění, která jsou proti němu vznášena. Zpočátku byl obviněn z šíření nepravdivých informací o ruské armádě (podle článku 207.3 trestního zákoníku Ruské federace), které bylo zahájeno po jeho projevu ve Sněmovně reprezentantů státu Arizona ve Spojených státech, kde se zmínil o bombardování obytných oblastí a zařízení sociální infrastruktury na Ukrajině. Později byl obviněn podle článku 284.1 odst. 1 trestního zákoníku za účast na činnosti „nežádoucí“ organizace a následně obviněn z vlastizrady (podle článku 275 trestního zákoníku) za tři veřejná vystoupení v Lisabonu, Helsinkách a Washingtonu, kde kritizoval ruské úřady. V případě odsouzení hrozí Vladimiru Kara-Murzovi až 25 let vězení. Amnesty International uznala Kara-Murzu za vězně svědomí v květnu 2022.
V prosinci 2022 zakázal státní zástupce Kara-Murzovi telefonovat s jeho dětmi, protože podle něj by takové rozhovory „mohly reálně ohrozit řádný průběh trestního řízení a narušit vyšetřování“. V březnu 2023 byl Vladimir Kara-Murza umístěn do káznice. Jeho zdravotní stav se zhoršil a začal ztrácet citlivost nohou. Jeho advokát Vadim Prochorov uvedl, že se u jeho klienta vyvinula periferní polyneuropatie v důsledku předchozích dvou těžkých otrav chemickou látkou vojenského původu.
Úřad pro kontrolu zahraničních aktiv (OFAC) ministerstva financí Spojených států uvalil 3. března 2023 sankce na několik ruských úředníků odpovědných za uvěznění a stíhání Vladimira Kara-Murzy. Na sankčním seznamu jsou: Oleg Sviridenko (náměstek ministra spravedlnosti Ruské federace, řídil na ruském ministerstvu spravedlnosti oddělení pro nevládní organizace, které je zodpovědné za zařazování osob do registru „zahraničních agentů“), Jelena Lenskaja (soudkyně Basmanského okresního soudu v Moskvě, která nařídila zadržení Kara-Murzy), Andrej Zadachin (prokurátor Vyšetřovacího výboru, který rozhodl o zahájení řízení o „padělcích“ proti politikovi), Danila Michejev (ředitel „Nezávislého expertního centra pro rozvoj humanitárních expertíz“, jehož expertízy se staly základem řady trestních řízení proti představitelům ruské opozice. V případu proti V. Kara-Murzovi působil Michejev jako znalec a poskytl posudek, který sloužil jako podklad pro obžalobu), Diana Miščenková (soudkyně, která vydala původní příkaz k zatčení Kara-Murzy a odsoudila ho k 15 dnům vězení), Ilja Kozlov (soudce, který zamítl Kara-Murzovo odvolání proti  příkazu ke správnímu zadržení vydanému Miščenkovou). Sankce uvalené USA zahrnují zmrazení majetku a zákaz vstupu do země pro osoby odpovědné za porušování lidských práv a potlačování svobod ruského opozičního aktivisty.
Dne 21. března 2023 vyjádřili svou solidaritu s Vladimirem Kara-Murzou zástupci Fora 2000, které sídlí v Praze. Obracejí se na Ruskou federaci a prezidenta Putina a požadují aby byl Vladimir Kara Murza okamžitě propuštěn a zbaven všech obvinění.

### Odsouzení a věznění
V pondělí 17. dubna odsoudil moskevský soud Vladimira Kara-Murzu k 25 letům vězení v táboře se zpřísněným režimem za velezradu. Kromě toho byl obviněn ze „šíření nepravdivých informací“ o ruské armádě během projevu před americkými zákonodárci a také ze spolupráce s takzvaně „nežádoucími“ organizacemi. Vladimir Kara-Murza ve své závěrečné řeči přirovnal svůj případ k stalinským vykonstruovaným procesům a odmítl požádat soud o zproštění viny s tím, že si stojí za vším, co řekl. Po vynesení rozsudku prohlásil, že „Rusko bude svobodné“.
Pětadvacetiletý trest byl maximální trest požadovaný prokuraturou a je nejdelším trestem, který opoziční představitel dostal od začátku války na Ukrajině. Vladimir Kara-Murza prohlásil: „Vím, že přijde den, kdy se temnota pohlcující naši zemi rozptýlí.“ „Naše společnost otevře oči a zachvěje se, až si uvědomí, jaké zločiny byly spáchány v jejím jménu.“ Jeho právnička Maria Eismonová po vynesení rozsudku před soudem uvedla, že rozsudek je „děsivý“, ale zároveň je „vysokým oceněním“ práce jejího klienta.
Vladimir Kara-Murza prohlásil: „Moje sebeúcta se zvýšila. Uvědomil jsem si, že jsem udělal všechno správně. Pětadvacet let je nejvyšší ohodnocení, které jsem mohl dostat za to, co jsem dělal a v co jsem věřil jako občan, vlastenec a politik.“ Jeho manželka Jevgenia, která žije v USA se třemi dětmi, po vynesení rozsudku vzkázala svému muži: „Čtvrtstoletí je 'A+' za Tvou odvahu, důslednost a poctivost ve Tvé dlouholeté práci. Jsem na tebe neskonale hrdá, lásko, a vždy ti budu stát po boku.“
V září 2023 byl Vladimir Kara-Murza převezen do přísně střežené trestanecké kolonie v sibiřském Omsku. Jeho dcera Sonya Kara-Murza promluvila týden předtím v Helsinské komisi Spojených států a poprosila americkou vládu, aby se případu ujala.
Dne 14. května 2024 ruský Nejvyšší soud zamítl odvolání Vladimira Kara-Murzy a potvrdil mu 25 let vězení. Vladimir ve svém odvolání argumentoval tím, že se nedopustil žádného zločinu a byl odsouzen pouze za to, že uplatnil své právo na svobodu projevu vyjádřením veřejného nesouhlasu s Putinem a jeho válkou. Svůj případ označil za popření samotných pojmů práva, spravedlnosti a zákonnosti.
Dne 1. srpna 2024 byl v rámci výměny vězňů mezi Ruskem a Západem propuštěn z vězení. S dalšími 12 propuštěnými, mezi nimiž byl také další opozičník Ilja Jašin, předseda výboru střediska pro lidská práva Memorial Oleg Orlov nebo několik spolupracovníků někdejšího opozičního předáka Alexeje Navalného, odletěl do Německa, kde je přivítal kancléř Olaf Scholz.

### Mezinárodní reakce a apely na jeho propuštění
Britská vláda rozsudek označila za „politicky motivovaný“. Podle Evropské unie: „Dnešní pobuřující tvrdé rozhodnutí soudu opět jasně ukazuje politické zneužití soudnictví k nátlaku na aktivisty, obránce lidských práv a jakékoli hlasy, které se staví proti nelegitimní ruské agresivní válce proti Ukrajině.“ Vězněný představitel ruské opozice Alexej Navalnyj rozsudek označil za „nezákonný, nestoudný a jednoduše fašistický“.
Amnesty International už v květnu 2022 prohlásila Vladimira Kara-Murzu vězněm svědomí. V květnu 2023 poslala Amnesty International  generálnímu prokurátorovi Ruska petici za jeho propuštění, v červenci 2023 vyzvala k zasílání dopisů do vězení. V dubnu 2024 Amnesty International vydala prohlášení, že Vladimir Kara-Murza je vězněm svědomí a požadovala jeho okamžité propuštění.
V den druhého výročí uvěznění Vladimira Kara-Murzy poslaly organizace The Human Rights Foundation (HRF), Free Russia Foundation (FRF), McCain Institute a the Raoul Wallenberg Centre for Human Rights (RWCHR) žádost Ministerstvu zahraničí Spojených států amerických aby byl Vladimir Kara-Murza považován za amerického občana, který byl protiprávně zatčen a je držen jako rukojmí. Případ by měla převzít kancelář zvláštního presidentského zástupce pro otázky rukojmích (Office of the Special Presidential Envoy for Hostage Affairs).

## Ocenění
- Roku 2019 Kara-Murza získal ocenění Ústavu pro studium totalitních režimů za následováníhodné počiny při hájení principů demokracie, svobody a lidských práv.[41]
- Roku 2022 Rada Evropy ve spolupráci s Knihovnou Václava Havla a Nadací Charty 77 udělila Vladimiru Kara-Murzovi Cenu Václava Havla. Cena byla slavnostně udělena na zahajovací schůzi podzimního zasedání Parlamentního shromáždění Rady Evropy (PACE).[42][43][44]
- 9. května 2023 udělil Freedom House Vladimiru Kara-Murzovi Freedom Award.[45]
- Roku 2023 mu byla udělena cena Forum 2000 International Award for Courage and Responsibility.[46]
- 6. května 2024 mu byla udělena Pulitzerova cena[47] v kategorii komentářů za sloupky psané z vězení pro The Washington Post.[48]

## Osobní život
Vladimir Kara-Murza je ženatý a má tři děti. Jeho žena Jevgenia žije s dětmi na washingtonském předměstí Centreville.

## Návštěvy Prahy
V květnu 2017 byl Vladimir Kara-Murza účastníkem konference Evropské dialogy Václava Havla: Kde Evropa začíná a končí, kterou uspořádala Knihovna Václava Havla v Centru současného umění DOX. V červnu 2017 uvedl v Knihovně Václava Havla životopisný dokument o Borisi Němcovovi, který sestavil z dochovaných filmových záznamů. V říjnu 2017 se zúčastnil zahajovacího panelu 21. konference Forum 2000: Jak posílit demokracii v nejisté době.

## Filmové dokumenty
V roce 2005 byl Kara-Murza producentem čtyřdílného televizního dokumentu They Chose Freedom (Vybrali si svobodu), který mapoval historii sovětského disentu. V dokumentu hovořili mj. Vladimir Bukovskij, Jelena Bonnerová nebo Sergej Kovaljov.
Roku 2017 představil v Praze svůj dokumentární film Nemtsov, o životě zavražděného ruského politika Borise Němcova.
V roce 2019 režíroval a napsal scénář k dokumentárnímu filmu Mou povinností je nemlčet o životě kněze a disidenta Georga Edelsteina.

## Publikace
Roku 2011 Kara-Murza vydal svou první knihu Reform or Revolution: The Quest for Responsible Government in the First Russian State Duma (rus.), která mapuje neúspěšný pokus Kadetů (Konstitučně demokratické strany) vytvořit vládu během krátké existence prvního ruského parlamentu mezi dubnem a červencem 1906.